# باميلا إلدريد
باميلا إلدريد (بالإنجليزية: Pamela Eldred)‏ هي عارضة أمريكية، ولدت في 21 أبريل 1948 في بلدة ويست بلومفيلد في الولايات المتحدة.

## وصلات خارجية
- باميلا إلدريد على موقع IMDb (الإنجليزية)